# Bryoxiphiales
Bryoxiphiales é uma ordem monotípica de musgos que tem Bryoxiphiaceae como a única família integrante. Por sua vez, a família Bryoxiphiaceae é também um táxon monotípico tendo como único género extante Bryoxiphium, descrito como género desde 1869.

## Descrição
O género Bryoxiphium tem distribuição natural na América do Norte, Leste da Ásia e em algumas ilhas do Atlântico Norte.
O género tem as seguintes espécies validamente descritas:
1. Bryoxiphium madeirense A. Löve & D. Löve - Madeira;
2. Bryoxiphium mexicanum Besch. - México (Jalisco, Distrito Federal, Morelos, Puebla, Veracruz);
3. Bryoxiphium norvegicum (Bridel) Mitten - Estados Unidos (incluindo Alaska), Gronelândia, Islândia, México, República Dominicana, China, Japão, Coreia, Extremo Oriente Russo.